# Pokój w Konstancji
Pokój w Konstancji – zawarty 25 czerwca 1183 między cesarzem Fryderykiem Barbarossą a miastami zrzeszonymi w Lidze Lombardzkiej.
Fryderyk Barbarossa uznał Ligę Lombardzką i potwierdził autonomiczność miast włoskich za uznanie jego zwierzchności.